# Simulium sytshevskiae
Simulium sytshevskiae är en tvåvingeart som först beskrevs av Rubtsov 1967.  Simulium sytshevskiae ingår i släktet Simulium och familjen knott. Inga underarter finns listade i Catalogue of Life.